# Chiami il mio agente!
Chiami il mio agente! (Dix pour cent) è una serie televisiva francese trasmessa da France 2 a partire dal 2015.

## Trama
Ogni giorno, Andréa, Mathias, Gabriel e Arlette, agenti e soci dell'agenzia artistica Agence Samuel Kerr (ASK), si destreggiano in situazioni delicate e difendono la loro visione della professione di attore.
Tutti loro lottano per salvare l'agenzia che, a seguito dell'improvvisa morte del fondatore Samuel Kerr, vive un momento particolare di assestamento. I quattro agenti vedono la loro vita privata mescolarsi alla vita professionale: la figlia segreta di Mathias appare improvvisamente per cominciare una nuova vita a Parigi; Andréa, giovane lesbica dal carattere forte, cade sotto l'incantesimo della timida ispettrice fiscale venuta a controllare i conti della ASK; e Gabriel scopre il talento recitativo della receptionist che aiuterà a portare alla ribalta.

## Episodi
| Stagione         | Episodi | Prima TV Francia | Prima TV Italia |
| ---------------- | ------- | ---------------- | --------------- |
| Prima stagione   | 6       | 2015             | 2019            |
| Seconda stagione | 6       | 2017             | 2019            |
| Terza stagione   | 6       | 2018             | 2019            |
| Quarta stagione  | 6       | 2020             | 2021            |

## Personaggi e interpreti

### Personaggi principali
- Andréa Martel, interpretata da Camille Cottin, doppiata da Barbara De Bortoli
- Mathias Barneville, interpretato da Thibault de Montalembert, doppiato da Francesco Prando
- Gabriel Sarda, interpretato da Grégory Montel, doppiato da Emiliano Reggente
- Arlette Azémar, interpretata da Liliane Rovère, doppiata da Aurora Cancian
- Camille Valentini, interpretata da Fanny Sidney, doppiata da Chiara Oliviero
- Noémie Leclerc, interpretata da Laure Calamy, doppiata da Barbara Pitotti
- Hervé André-Jezak, interpretato da Nicolas Maury, doppiato da Leonardo Graziano
- Sofia Leprince, interpretata da Stéfi Celma, doppiata da Francesca Rinaldi
- Hicham Janowski (stagioni 2-4), interpretato da Assaâd Bouab, doppiato da Raffaele Proietti

### Personaggi secondari
- Colette Brancillon, interpretata da Ophélia Kolb, doppiata da Selvaggia Quattrini
- Annick Valentini, interpretata da Isabelle Candelier, doppiata da Emanuela D'Amico
- Catherine Barneville (stagioni 1–3), interpretata da Philippine Leroy-Beaulieu, doppiata da Roberta Greganti
- Hippolyte Rivière (stagioni 1–2), interpretato da François Civil, doppiato da Stefano Sperduti
- François Bréhier (stagioni 1–2), interpretato da Jean-Yves Chatelais, doppiato da Ambrogio Colombo
- Hélène Kerr (stagioni 1–2), interpretata da Gabrielle Forest, doppiata da Paola Majano
- Antoine (stagioni 3-4), interpretato da Antoine Croset, doppiato da Luca Ciarciaglini
- Élise Formain (stagione 4), interpretata da Anne Marivin
- Igor de Serisy (stagione 4), interpretato da Stéphane Freiss
- Justine (stagione 4), interpretata da Sarah Suco

### Guest star
In ogni episodio appaiono uno o più attori del cinema francese e internazionale nei panni di sé stessi.
Stagione 1 (2015)
- Episodio 1: Cécile de France
- Episodio 2: Line Renaud e Françoise Fabian
- Episodio 3: Nathalie Baye, Laura Smet, Gilles Lellouche e Zinedine Soualem
- Episodio 4: Audrey Fleurot
- Episodio 5: Julie Gayet, Joeystarr e Zinedine Soualem
- Episodio 6: François Berléand

Stagione 2 (2017)
- Episodio 1: Michel Drucker, Virginie Efira e Ramzy Bedia
- Episodio 2: Fabrice Luchini e Christopher Lambert
- Episodio 3: Julien Doré, Norman Thavaud e Aymeline Valade
- Episodio 4: Isabelle Adjani e Julien Doré
- Episodio 5: Guy Marchand
- Episodio 6: Juliette Binoche

Stagione 3 (2018)
- Episodio 1: Jean Dujardin
- Episodio 2: Monica Bellucci
- Episodio 3: Gérard Lanvin, Julien Doré e Guy Marchand
- Episodio 4: Isabelle Huppert
- Episodio 5: Béatrice Dalle
- Episodio 6: Jean Dujardin, Monica Bellucci, Gérard Lanvin, Audrey Fleurot, Claude Lelouch, JoeyStarr, Françoise Fabian e Line Renaud

Stagione 4 (2020)
- Episodio 1: Charlotte Gainsbourg
- Episodio 2: Franck Dubosc
- Episodio 3: José Garcia
- Episodio 4: Sandrine Kiberlain
- Episodio 5: Sigourney Weaver
- Episodio 6: Jean Reno

## Produzione
La serie consiste di quattro stagioni. Originariamente, la quarta stagione sarebbe dovuta essere l'ultima; tuttavia, nel mese di aprile 2021 è stato confermato che la serie sarebbe continuata con un film televisivo di 90 minuti e, successivamente, con una quinta stagione.

## Trasmissione
Chiami il mio agente! ha debuttato in Francia il 14 ottobre 2015 sul canale France 2.
La serie è distribuita globalmente dal servizio di streaming on demand Netflix. La quarta stagione è stata interamente pubblicata il 21 gennaio 2021 in tutti i paesi in cui il servizio è disponibile, a eccezione di Spagna, Germania, e Portogallo. La serie è stata trasmessa su Ici ARTV in Canada e su RTS Un in Svizzera.

## Adattamenti internazionali
Nel 2019 ha debuttato sul canale franco-canadese TVA un remake della serie, intitolato Les Invisibles.
È stato realizzato anche un adattamento turco della serie, intitolato Menajerimi Ara e trasmesso su Star TV.
Un adattamento indiano, Call My Agent: Bollywood, è stato distribuito il 26 agosto 2021 su Netflix.
Un adattamento polacco, Mój agent, è stato distribuito da TVN.
Un adattamento inglese, Ten Percent, è stato distribuito il 28 aprile 2022 su Amazon Prime Video.
Un adattamento sudcoreano, Behind Every Star, è stato distribuito a partire da novembre 2022 su Netflix; la serie è stata rinnovata per una seconda stagione.
Un adattamento italiano, Call My Agent - Italia, è stato distribuito a partire da gennaio 2023 su Sky Italia.
Sono in lavorazione remake della serie in Cina, Spagna, Germania, Indonesia (distribuita da Disney+ Hotstar), Medio Oriente (distribuita da MBC), Filippine (distribuita da HBO Go) e Malesia (distribuita da Astro).